# Gami Astoingué Richard
Pour les articles homonymes, voir Richard.
Gami Astoingué Richard alias Gami Richy né le 3 avril 1991 à N'Djaména  où il meurt le 14 juillet 2025, est un réalisateur tchadien.

## Biographie
Gami Astoïgué Richard nait le 3 avril 1991 à N'Djamèna. Il est diplômé de l'Université de N'Djaména et d'un Master en philosophie de l'Université de Dschang au Cameroun. Il a su marquer son empreinte dans le paysage cinématographique tchadien à travers plusieurs productions. Notamment avec la réalisation de la série Anaïs en collaboration avec l'actrice et réalisatrice Brigitte Tchanegue.
En 2025, l'une de ses réalisations, Le rendez-vous du siècle, un long métrage de 75 minutes, est en lice au FESPACO dans la catégorie Yenenga coproduction.
D'après les informations recueillies auprès de ses proches, son état de santé se détériore peu après son retour du Burkina Faso, où il avait assisté à la dernière édition du FESPACO (le Festival panafricain du cinéma et de la télévision de Ouagadougou). Il meurt le 14 juillet 2025.